# Žalgiris (stadion)
Žalgiris – nieistniejący stadion piłkarski w Wilnie, na Litwie. Stadion posiadał 15 030 miejsc, a pod koniec jego funkcjonowania użytkowane było wyłącznie 6530 miejsc na których zainstalowane były plastikowe krzesełka. Dodatkowo posiadał też oświetlenie i jeden zadaszony sektor. Obok stadionu znajdowało się boisko treningowe. Do końca 2012 roku swoje mecze w roli gospodarza rozgrywała na nim drużyna Polonii Wilno. W 2016 roku został zburzony.

## Historia obiektu

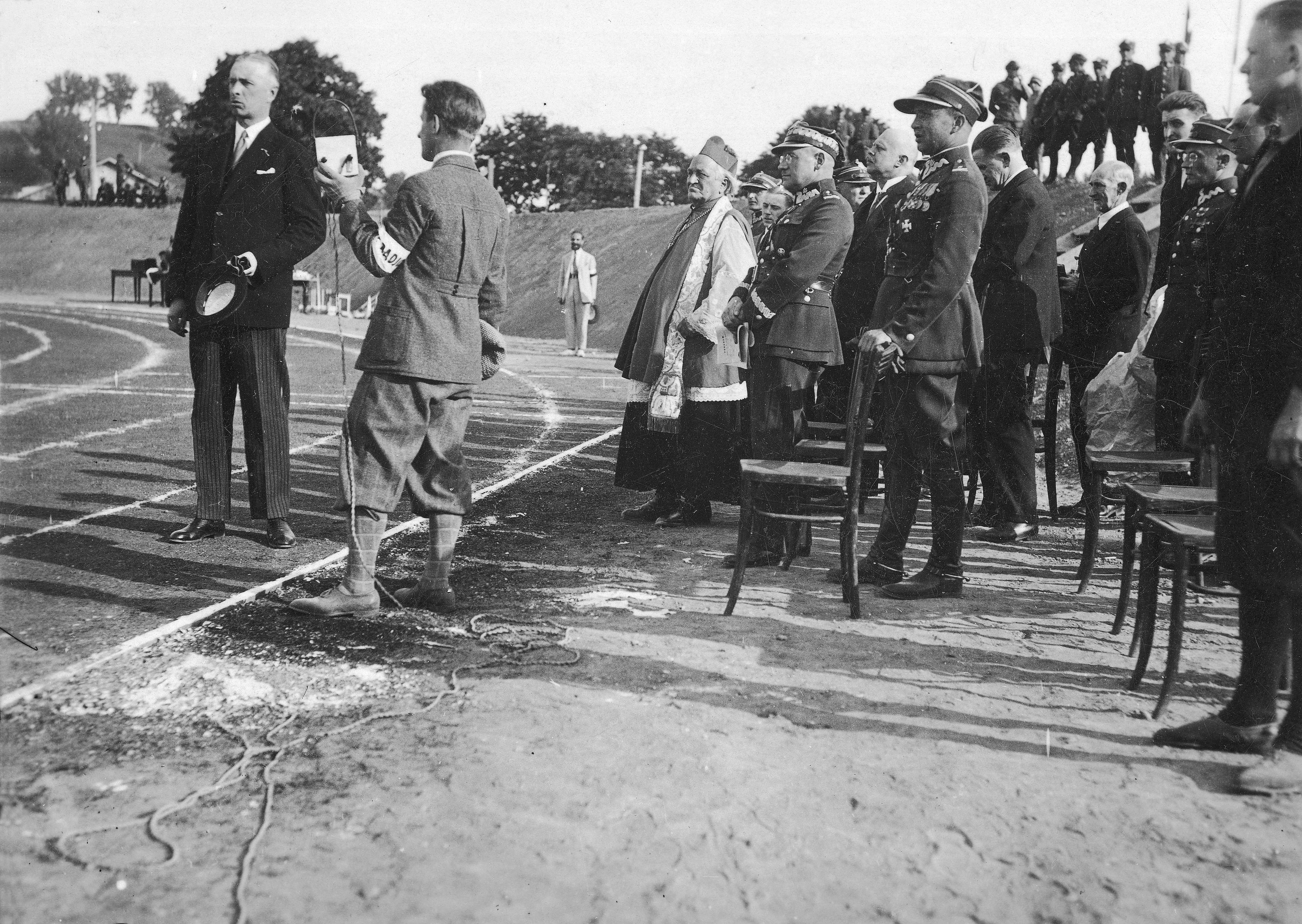
Otwarcie stadionu po przebudowie, 15 czerwca 1929 r.

### Stadion na Pióromoncie
Obiekt został zbudowany na początku lat 20. XX w. przez Wojskowy Klub Sportowy Pogoń Wilno i należał do niego. Występowały tutaj także inne zespoły piłkarskie Wilna, o ile mecze ze względu na rangę wymagały większego obiektu. Stadion wybudowali żołnierze pod kierownictwem por. Bolesława Waligóry. Podczas otwarcia obiektu 22 sierpnia 1922 r. rozegrano mecz piłkarski pomiędzy WKS Wilno a TS Strzelec (3ː1). Mecz z loży honorowej oglądał marszałek Józef Piłsudski.
W 1924 roku odbył się tu zlot sokolstwa kresowego i wybudowano wówczas duże drewniane trybuny. Po utworzeniu w Polsce w 1927 roku Państwowego Urzędu Wychowania Fizycznego i Przysposobienia Wojskowego, stadion na Pióromoncie został odebrany klubowi WKS Pogoń i stał się głównym obiektem wileńskiego Okręgowego Ośrodka WF "Wilno", pozostając nim do wybuchu wojny. W późniejszych latach rozbudowano obiekt o bieżnię żużlową, a jeszcze później tor kolarski wykorzystywany również przez motocyklistów. Na ponowne otwarcie obiektu po przebudowie w 1929 roku, drużyna Pogoń Wilno zagrała mecz z drużyną czechosłowacką Židenice Brno, na którym pojawił się ówczesny prezydent Polski, Ignacy Mościcki. We wrześniu 1929 roku na stadionie odbyły się Mistrzostwa Polski Pań w pięcioboju lekkoatletycznym z udziałem Haliny Konopackiej. We wrześniu 1936 roku odbyły się na obiekcie Mistrzostwa Polski w lekkiej atletyce mężczyzn.

### Žalgiris
Po wojnie Wilno znalazło się w granicach ZSRR, a sam obiekt przeszedł przebudowę w latach 1948–1950 i służył Spartakowi Wilno, który w 1961 roku przyjął nazwę Žalgiris do końca 2010 roku, kiedy ten przeniósł się na LFF Stadion w miejsce zlikwidowanego FK Vėtra. Reprezentacja Litwy w piłce nożnej na tym stadionie rozegrała 23 spotkania. Pod koniec 2012 roku stadion został zamknięty, a dwa lata później tereny przejęła grupa Hanner. Nowy właściciel postanowił zburzyć stadion i w jego miejsce postawić hotel, biurowiec oraz osiedle mieszkaniowe. W 2016 ciężki sprzęt pojawił się na stadionie i w niecały miesiąc zrównał obiekt z ziemią.

## Rekordy reprezentacji Litwy w piłce nożnej
Aktualny rekord frekwencji wynosi 15 000 osób. Został on ustanowiony 26 kwietnia 1995 roku na meczu Litwa – Włochy podczas eliminacji do mistrzostw Europy w 1996 roku.
Największa porażka gospodarzy miała miejsce 4 września 1999 roku podczas meczu eliminacyjnego do mistrzostw Europy w 2000 roku Litwa – Czechy 0:4.